# Pierre Vernier
Pierre Vernier (1580 - 1637) foi um matemático francês e um inventor de instrumentos. Ele foi o inventor do epônimoe da escala vernier para projeções métricas.

## Biografia
Desde muito cedo, Pierre Vernier já possuía o interesse pelas medidas, atuando desde cedo como padre e juiz. Foi a Espanha, a serviço do rei Carlos I e desde já serviu na coroa espanhola até os seus últimos dias, tornando-se mais tarde capitão administrador da província de Ornans (seu local de nascimento). Posteriormente foi elevado ao cargo de Chanceler e administrador, se mudando para Bruxelas, em 1631, vivendo lá até o dia de sua morte.

## Obras
Há uma única obra de Vernier que lhe proporcionou fama (além do trabalho de modificação do Nónio, um importante instrumento de medição de ângulos, atribuído ao matemático português Pedro Nunes, e que Vernier modificou para efetuar medições de comprimentos); La Construction, l'usage, et les propriétés du quadrant nouveau de mathématiques (A constituição, utilização e propriedades do novo quadrante de Matemática) (1631).